# Jessica eden
Jessica eden là một loài nhện trong họ Anyphaenidae.
Loài này thuộc chi Jessica. Jessica eden được Antonio D. Brescovit miêu tả năm 1999.